# Mylonchulus obliquus
Mylonchulus obliquus är en rundmaskart. Mylonchulus obliquus ingår i släktet Mylonchulus och familjen Mononchidae. Inga underarter finns listade i Catalogue of Life.